# Serious Sam II
 (janvier 2025).
Si vous disposez d'ouvrages ou d'articles de référence ou si vous connaissez des sites web de qualité traitant du thème abordé ici, merci de compléter l'article en donnant les références utiles à sa vérifiabilité et en les liant à la section « Notes et références ».
Serious Sam II (ou Serious Sam 2) est un jeu vidéo de tir à la première personne développé par Croteam, sorti le 14 octobre 2005 sur Microsoft Windows.
Il s'agit de la suite de Serious Sam : Premier Contact et Serious Sam : Second Contact.

## Synopsis
Sam "Serious" Stone est retourné dans son époque après le Second Contact avec une fusée qu'il avait trouvé et qui pouvait voyager dans le temps. Il sera invoqué par le grand conseil sirien, duquel il recevra une mission : parcourir cinq différents mondes pour trouver les morceaux d'un médaillon. Une fois le médaillon reconstitué, Mental, l'ennemi juré de Sam, deviendra vulnérable, et ce dernier pourra le tuer afin de ramener l'ordre et la paix dans l'univers[réf. nécessaire].

## Système de jeu
En général le gameplay demeure le même que dans les précédents volets Serious Sam : Premier Contact et Serious Sam : Second Contact; le joueur doit tuer des vagues de plusieurs dizaines d'ennemis en même temps, et c'est relativement simple.
Les gameplays plus compliqués du genre sauter d'une plate-forme à une autre, ou des puzzles, sont rares et quand il y en a, ils sont ridiculement simples. Généralement, ils requièrent que le joueur localise les objets nécessaires pour débloquer une porte ou continuer vers le prochain niveau[réf. nécessaire].
Alors que le jeu Serious Sam sur Xbox introduisait un "système de vie" à la série, Serious Sam 2 fut le premier de la série sur PC à inclure ceci; Le joueur commence avec un certain nombre de vie qui représentent le nombre de fois que le joueur est autorisé à perdre toute sa vie et réapparaître immédiatement depuis le dernier checkpoint.
Le système de vie est donc radicalement différent des deux premiers Serious Sam, dans lesquels le joueur était autorisé à recommencer depuis le dernier checkpoint ou à charger une sauvegarde un nombre infini de fois[réf. nécessaire].
Les effets de sang et de gore ont été sensiblement améliorés par rapport aux précédents volets, ainsi tous les ennemis autres que les boss, peuvent être réduit en morceaux.
Les ennemis vivants peuvent être désintégrés en tas de viande ensanglanté, les unités mort-vivantes, excluant les Klairs, peuvent être réduits en tas de fumier ou de pus tandis que les créatures magiques laissent des effets brillants ou des gaz mauves lorsqu'elles sont détruites[réf. nécessaire].
Les Power-ups sont disséminés à travers tout le jeu et peuvent être obtenus en détruisant certains objets.
Le joueur peut prendre certain objets et les manipuler de la même manière qu'avec le Fusil Anti-Gravité de Half-Life 2, bien qu'ici un dispositif externe ne soit pas nécessaire[réf. nécessaire].

### Univers de Serious Sam 2
Les différents chapitres montrent des ennemis natifs et spécifiques à chaque chapitre; par exemple, dans le monde Klair, il y a des Klairs volants et dans le monde Oriental de Chi Fang, il y a des zombies qui pratiquent l'art martial. Mais en plus des ethnies locales, qu'elles soient alliées ou non, les forces de Mental seront présentes sur tous les mondes[réf. nécessaire].
Les ethnies alliées aideront le joueur, soit en lui donnant des vies, armures, munitions, soit, lorsqu'elles seront armées, en attaquant les ennemis. Les 7 boss du jeu sont tous titanesques et il y a un total de 107 secrets à trouver dans Serious Sam 2[réf. nécessaire].
| Planète                 | Paysage                                           | Habitants         | Boss                                   | Secrets |
| ----------------------- | ------------------------------------------------- | ----------------- | -------------------------------------- | ------- |
| M'digbo                 | Jungle, ville simba                               | Simbas (alliés)   | Kwongo (gorille)                       | 36      |
| Magnor                  | Marécages, ville dans les arbres, pays des géants | Zixies (alliés)   | Zoum-Zoum (guêpe)                      | 20      |
| Chi Fang                | Ville chinoise médiévale                          | Chi-Chés (alliés) | Prince Chan (bébé)                     | 8       |
| Klair                   | Volcanique                                        | Klairs (ennemis)  | Comte Klairobskur (squelette magicien) | 8       |
| Ellenier                | Féerique, iles flottantes                         | Elviens (alliés)  | Cécil (dragon)                         | 17      |
| Kronor (lune de Sirius) | Base militaire "normale" et enneigée              | /                 | Hugo (robot)                           | 12      |
| Sirius                  | Ville futuriste                                   | Siriens           | Institut Mental (Pyramide mécanique)   | 6       |

### Multijoueur
Un élément important dans les précédents jeux Serious Sam était le gameplay coopératif, dans lequel plusieurs joueurs pouvaient jouer la campagne solo ensemble. Serious Sam II s'est beaucoup plus focalisé sur ce mode de jeu que ses prédécesseurs, vu que c'était le seul mode de jeu multijoueur disponible quand le jeu fut réalisé, bien que le deathmatch fut rajouté plus tard par le biais d'un patch.
La version PC autorise plus de 16 joueurs à jouer ensemble, tandis que la version Xbox n'en autorise que 4, même via le Xbox Live. D'autre part, Serious Sam II ne supporte pas que l'écran soit splitté (une partie de l'écran pour chaque joueur) sur le PC tout comme sur la Xbox, contrairement aux précédents Serious Sam.
Quant au mode Deathmatch, il propose des arènes de petite taille où le jeu est très rapide et nerveux[réf. nécessaire].

### Véhicules
Des véhicules controlables par le joueur ainsi que des tourelles ont été introduits à la série depuis Serious Sam 2, tels que les tourelles mitrailleuses et laser ainsi que des motos et des soucoupes volantes. Voici la liste complète [réf. nécessaire]:
- Soucoupe "violente" XZ - 808
- Hoverchasseur Barracuda CR - 181
- Hélicoptère
- Dinosaure
- Tourelle mitrailleuse
- Tourelle laser EXUP 207
- Tourelle à plasma
- Tourelle pirate (canon)
- Superboule HAM-Z-rr314 (Sam rentre dedans et la fait rouler sur ses ennemis)

Les véhicules ennemis :
- Tourelle à plasma
- Tourelle lance-missiles
- Petit chasseur Fatso XP-1
- Gros chasseur Seagull  AF-29
- Hélicoptère Kozak aHa-C64
- Débarqueur APC 404

Les véhicules alliés :
- Bombardier Simba
- Ferry Elvien

### Armes
Les armes dans Serious Sam II sont des versions fortement remodelées des armes vues dans les autres Serious Sam.
La plupart des armes des précédents volets sont de retour, tel que le lance-roquette, le lance-grenade, le fusil à pompe(shotgun) et le sniper. Le minigun, un monument de la série, fait aussi son grand retour, et c'est une arme avec une signification particulière car on peut la voir sur les précédentes jaquettes des Serious Sam.
La Bombe Sérieuse revient également, gardant son statut d'arme la plus puissante du jeu en gardant la possibilité de tuer tout ennemi visible à l'écran ! La bombe sérieuse est décrite comme un "big bang miniature" ou comme une "Mort Instantanée avec un sourire" et le joueur est seulement autorisé à avoir maximum 3 de ces fameuses bombes sur lui à cause de leur taille.
Un "Champ quantique de préservation de vie" protège le joueur de l'immense pouvoir de la Bombe Sérieuse[réf. nécessaire].
Serious Sam II introduit également de nouvelles armes; le "Clawdovic Cacadoos Vulgaris", un perroquet qui tient une bombe dans ses griffes et qui vole jusqu'aux ennemis pour leur lancer la bombe.
En plus des doubles revolvers, le jeu inclut une arme de poing additionnelle d'un tout nouveau design : le "zapgun", il peut tirer de petites boules d'énergie à un rythme de tir soutenu, et il peut aussi tirer avec un mode qui permet d'envoyer les projectiles directement sur un ennemi[réf. nécessaire].
La liste des armes :
- Tronçonneuse "Poinçonneuse"
- Grenades RB-45(tir secondaire)
- Colt "Penetrator" (par paire)
- Zapgun
- Shotgun automatique (à canons rotatifs)
- Shotgun à double canon
- UZI (par paire)
- Minigun XM214-A
- Lance roquette XPML30
- Lance grenade MK-4
- Fusil à plasma XL 808
- Fusil à lunette RAPTOR 2
- Canon de la Mort (Portatif)
- Perroquet Klodovic kamikaze
- Bombe Sérieuse